# Mitsubishi Ki-33
Mitsubishi Ki-33 (jap. キ33) – japoński prototypowy samolot myśliwski, przeznaczony dla lotnictwa Cesarskiej Armii Japońskiej. Maszyna była zmodernizowanym pod kątem wymagań lotnictwa armii samolotem Mitsubishi A5M.

## Historia
W 1934 roku lotnictwo wojsk lądowych ogłosiło konkurs na nowy jednopłatowy samolot myśliwski. Niestety żadna ze zgłoszonych do konkursu maszyn nie spełniła oczekiwań, a na ostatniej z nich, Mitsubishi Ki-18, zaważyła niechęć pomiędzy lotnictwem sił lądowych a lotnictwem marynarki wojennej. Miarą desperacji lotnictwa armii była decyzja o podjęciu budowy i wprowadzeniu do służby dwupłatowej maszyny Kawasaki Ki-10. W zaistniałej sytuacji podjęto decyzję o ogłoszeniu kolejnego konkursu na nowy jednopłatowy samolot myśliwski, mający zastąpić samolot przejściowy, jakim był dwupłatowy Ki-10. Do konkursu stanęły wytwórnie Mitsubishi, Nakajima oraz Kawasaki. 
W zakładach Mitsubishi postanowiono kontynuować modernizację Ki-18. Głównym inżynierem kierującym projektem został Jiro Horikoshi. W tym momencie główny wysiłek Mitsubishi skupiał się jednak na produkcji bombowców Mitsubishi G3M i dalszym rozwijaniu konstrukcji A5M, zatem zakres prac nad Ki-33 nie był zbyt rozległy. W porównaniu z Ki-18 zmieniono kształt osłony silnika (którym była nowa jednostka napędowa Nakajima Ha-1b) oraz kadłuba i statecznika pionowego, a do kabiny pilota dodano osłonę składającą się z dwóch bocznych szyb i jednej górnej (kokpit nadal nie był zakrywany w całości kopułką). W sierpniu 1936 roku ukończono pierwszy prototyp, a pod koniec tego samego roku drugi – oznaczony Ki-33.02 – w którym płat otrzymał zwichrzenie dodatnie, co miało poprawić zwrotność samolotu. 
Wstępne badania porównawcze w Kakamigaharze, a następnie w Lotniczym Instytucie Badawczym w Tachikawa wykazały wyższość konstrukcji inżyniera Horikoshiego nad konkurentami – Ki-27 i Kawasaki Ki-28 – od których był szybszy i zwrotniejszy. W trakcie dalszych badań zespół Horikoshiego został jednak zaangażowany w modernizację morskiego wariantu samolotu A5M2, toteż nie mógł on podołać obydwu projektom. Umożliwiło to wytwórni Nakajima modernizację swojego Ki-27 i ostatecznie to on został zwycięzcą konkursu na nowy myśliwiec lotnictwa wojsk lądowych.

## Konstrukcja
Ki-33 był jednopłatowym, wolnonośnym, metalowym dolnopłatem z podwoziem stałym z tylnym podparciem. Półotwarta kabina pilota. Usterzenie klasyczne, dwudźwigarowe skrzydło o obrysie eliptycznym. Samolot napędzany był 9-cylindrowym silnikiem gwiazdowym chłodzonym powietrzem Nakajima Ha-1 Kotobuki i dwułopatowym śmigłem. Koła podwozia głównego okryte były owiewkami.